# Gabriele Falloppio
Gabriele Falloppio (født 1523, død 9. oktober 1562) var en italiensk læge og anatom, der sammen med Andreas Vesalius anses som en af 1500-tallets største anatomer.

## Virke
I en alder af 24 år blev han Prof. i Ferrara, men forflyttedes til Pisa og 1551 til Padua, hvor han læste over anatomi og botanik. Falloppio har først af alle beskrevet den senere efter Bauhin benævnte klap i tarmen, han gav en udmærket beskrivelse af ørets anatomi, han bearbejdede de enkelte knoglers og tændernes 
udviklingshistorie, beskrev fostrets epifysebrusk og den y-formede brusk i bækkenet. Han beskrev æggelederen (Tuba Fall.), de gule legemer på æggestokkene, drog analogi mellem penis og clitoris, beskrev ductus arteriosus, forsøgte at bringe Galen’s hjernenervepar i rationel orden og gjorde rede for ganens muskulatur og for øjets muskler. Hans navn er endvidere knyttet til lyskebåndet (Ligamentum Fall.). Hans Observationes anatomicæ (1561) er rettet mod Vesal, dog ikke som kritik, men som en rettelse eller forbedring. Posthumt udgaves andre af hans værker, bl.a. Opera omnia 1584.